# Heppner (entreprise)
 (mai 2017).
Si vous disposez d'ouvrages ou d'articles de référence ou si vous connaissez des sites web de qualité traitant du thème abordé ici, merci de compléter l'article en donnant les références utiles à sa vérifiabilité et en les liant à la section « Notes et références ».
Heppner est une entreprise familiale française, patrimoine de la famille Schmitt.
Elle est sous son giron depuis 1925.

## Historique
En 1931 ouvre une première agence en Allemagne, dans la ville frontalière de Kehl. 
À partir de 2017, l'entreprise accélère son internationalisation, d'abord avec le rachat de HaCas Transport aux Pays-Bas, mais aussi de 40% d'Eurobeta Internacional en Espagne. En 2019, Hamacher Logistik passe sous son giron, renforçant ainsi son implantation en Allemagne, de même qu'avec l'acquisition d'ABC Logistik en 2021. Toujours en 2019, Heppner s'implante au Sénégal. En 2022, Heppner intègre Safram, ce qui lui permet une présence en Suisse, au Royaume-Uni et en Hongrie. La même année, l'acquisition de Dina Logistics inaugure son implantation en Belgique.

## Chronologie territoriale
| Année | Pays d'implantation                 |
| ----- | ----------------------------------- |
| 1931  | Allemagne                           |
| 2017  | Pays-Bas Espagne                    |
| 2019  | Sénégal                             |
| 2022  | Suisse Royaume-Uni Hongrie Belgique |

L'entreprise a son siège social à Strasbourg et une présence forte en France et en Allemagne.